# Кокинац
Кокинац је насељено место у саставу града Бјеловара, у Бјеловарско-билогорској жупанији, Република Хрватска.

## Становништво
На попису становништва 2011. године, Кокинац је имао 197 становника.

## Попис1991.
На попису становништва 1991. године, насељено место Кокинац је имало 256 становника, следећег националног састава:
| Попис 1991.‍  | Попис 1991.‍  | Попис 1991.‍ | Попис 1991.‍ | Попис 1991.‍ |
| ------------ | ------------ | ----------- | ----------- | ----------- |
|              |              |             |             |             |
| Хрвати       | Хрвати       |             | 226         | 88,28%      |
| Срби         | Срби         |             | 14          | 5,46%       |
| Мађари       | Мађари       |             | 8           | 3,12%       |
| Југословени  | Југословени  |             | 1           | 0,39%       |
| неопредељени | неопредељени |             | 2           | 0,78%       |
| непознато    | непознато    |             | 5           | 1,95%       |
| укупно: 256  |              |             |             |             |